# Брянцев, Алексей Матвеевич
Алексе́й Матве́евич Бря́нцев (29 декабря 1917 — 22 сентября 1944) — офицер Рабоче-крестьянской Красной Армии, участник Великой Отечественной войны. Капитан.

## Биография
Алексей Матвеевич Брянцев родился 29 декабря (16 декабря — по старому стилю) 1917 года в деревне Борки (возможно Борок) Змеиногорского уезда Алтайской губернии (ныне Поспелихинский район Алтайского края Российской Федерации) в крестьянской семье. Русский. Окончил 7 классов неполной средней школы в селе Поспелиха. С 1934 года работал инспектором в Поспелихинском райисполкоме. В 1936 году Алексей Матвеевич с родителями переехал в Краснодарский край. До призыва на военную службу работал бухгалтером в конторе «Заготзерно» при совхозе «Сергеевский».
В ряды Рабоче-крестьянской Красной Армии А. М. Брянцев призван Гиагинским районным военкоматом в 1938 году. Служил в танковых частях командиром танка Т-26 в 3-й танковой дивизии Ленинградского военного округа. В 1939 году окончил курсы при Ивановском военно-политическом училище, затем курсы политкомиссаров в городе Боровичи. Срочную службу продолжил младшим политруком в артиллерийском полку 3-й танковой дивизии.
На фронтах Великой Отечественной войны младший политрук А. М. Брянцев с июня 1941 года. Боевое крещение принял в боях под городом Остров. К середине июля 1941 года дивизия, входившая в состав 11-й армии Северо-Западного фронта, потеряла почти все танки и её личный состав воевал в пешем строю. До декабря 1941 года подразделения дивизии занимали оборону на реке Мста, после чего были выведены на переформирование. С 14 декабря 1941 года Алексей Матвеевич служил в должности политрука стрелкового взвода 1-го стрелкового батальона 1847-го стрелкового полка 225-й стрелковой дивизии 52-й армии Волховского фронта. С конца декабря 1941 года до середины января 1944 года дивизия вела позиционные бои на реке Волхов в районе Новгорода. Кандидат в члены ВКП(б) младший политрук А. М. Брянцев отличился в бою 25 мая 1942 года, когда противник попытался потеснить позиции 1-го стрелкового батальона. Алексей Матвеевич сумел своевременно организовать оборону и отбросить противника на исходные позиции. В ходе боя снайперским огнём из СВТ он лично уничтожил 8 вражеских солдат. Немцы попытались обойти батальон с фланга, но младший политрук Брянцев вовремя заметил группу из 50 солдат неприятеля и, заняв позицию на левом фланге обороны, из ручного пулемёта уничтожил до 30 военнослужащих вермахта. Будучи ранен в голову и истекая кровью, Алексей Матвеевич продолжал вести бой, пока вражеская атака не была отбита. После лечения в госпитале А. М. Брянцев вернулся в свою часть и в июне 1942 года был принят в ВКП(б).
После упразднения института военных комиссаров А. М. Брянцев получил офицерское звание лейтенанта и был назначен парторгом батальона. В январе-феврале 1944 года он участвовал в Новгородско-Лужской операции, в ходе которой подразделения 225-й стрелковой дивизии в составе оперативной группы 59-й армии освободили город Новгород от немецко-фашистских захватчиков. К марту 1944 года Алексей Матвеевич получил звание капитана и был переведён на должность парторга в только что образованный 1222-й самоходный артиллерийский полк Резерва Верховного Главнокомандования. В мае 1944 года полк вошёл в состав 21-й армии Ленинградского фронта. В июне 1944 года Алексей Матвеевич участвовал в разгроме финских и немецких войск в ходе Выборгской операции.
В сентябре 1944 года войска Ленинградского фронта перешли в наступление в ходе Прибалтийской стратегической операции. 1222-й самоходный артиллерийский полк РГК был брошен на прорыв немецкой обороны в полосе 2-й ударной армии Ленинградского фронта. 19 сентября 1944 года полк был передан в состав 8-й армии и, преследуя отступающего противника, 22 сентября 1944 года вступил в Нымме, пригородный район Таллина. В этот день капитан А. М. Брянцев, находившийся в головной машине, был убит выстрелом снайпера.
Первоначально А. М. Брянцев был похоронен в Таллине на холме Тынисмяги, где позднее был возведён Монумент освободителям Таллина. В конце апреля 2007 года останки Брянцева были эксгумированы по решению правительства Эстонской Республики и после необходимых экспертиз переданы родственникам. 16 июня 2007 года прах А. М. Брянцева был перезахоронен в городе Гуково, Ростовской области.

## Награды
- Орден Красного Знамени (14.08.1942);
- орден Отечественной войны 1-й степени (16.10.1944, посмертно);
- орден Отечественной войны 2-й степени (19.07.1944).

## Документы
- Общедоступный электронный банк документов «Подвиг Народа в Великой Отечественной войне 1941—1945 гг.» Архивировано 13 марта 2012 года.
- Орден Красного Знамени (наградной лист и приказ о награждении). Архивировано 18 октября 2012 года.

Орден Отечественной войны 1-й степени (наградной лист и приказ о награждении). Архивировано 18 октября 2012 года.
Орден Отечественной войны 1-й степени (наградной лист и приказ о награждении). Архивировано 18 октября 2012 года.
- Обобщённый банк данных «Мемориал». Архивировано 10 мая 2012 года.

ЦАМО, ф. 33, оп. 11458, д. 408. Архивировано 18 октября 2012 года.
ЦАМО, ф. 33, оп. 11458, д. 265. Архивировано 18 октября 2012 года.